# Włostka brązowa

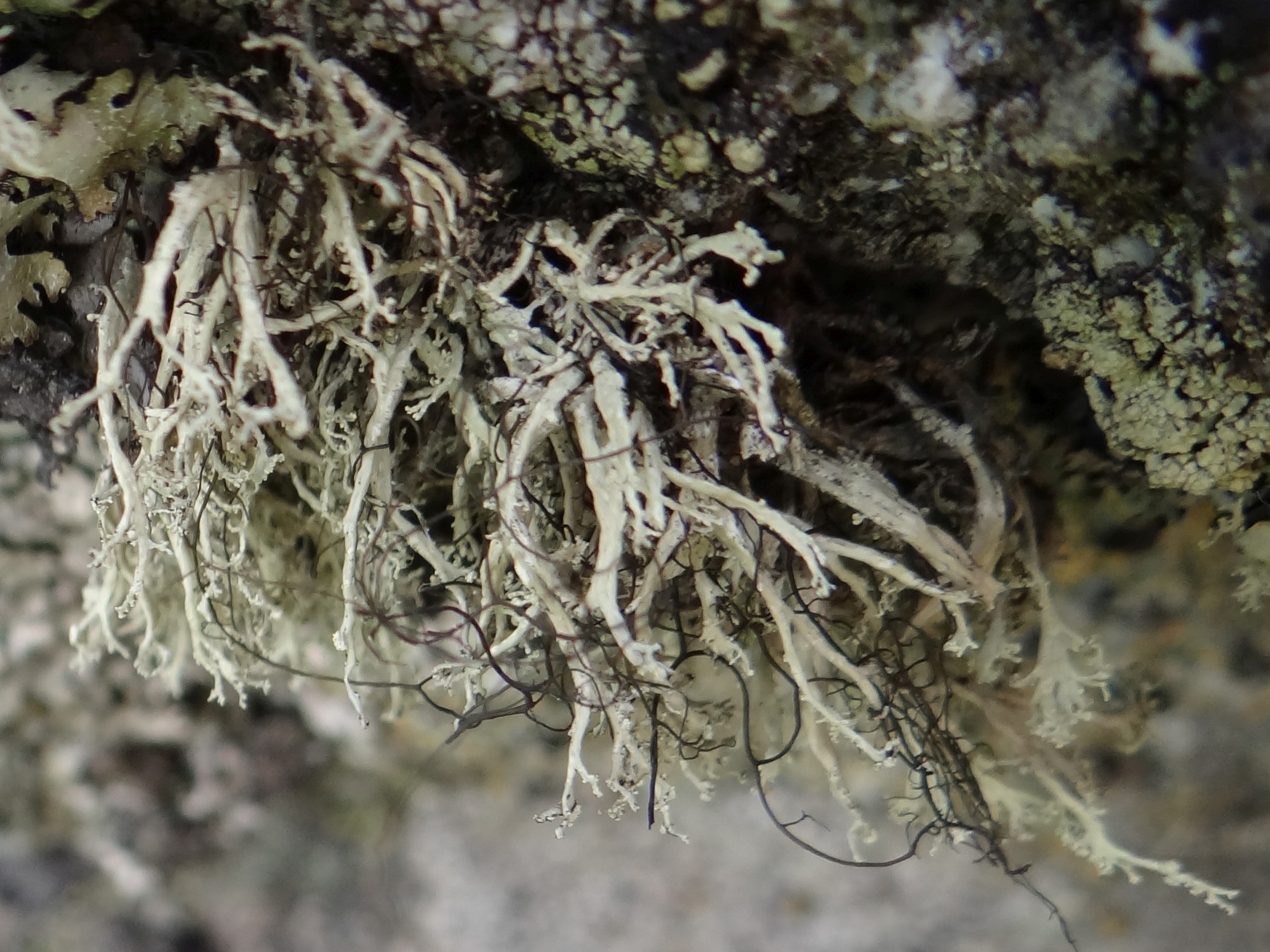
Odnożyca pośrednia i włostka brązowa

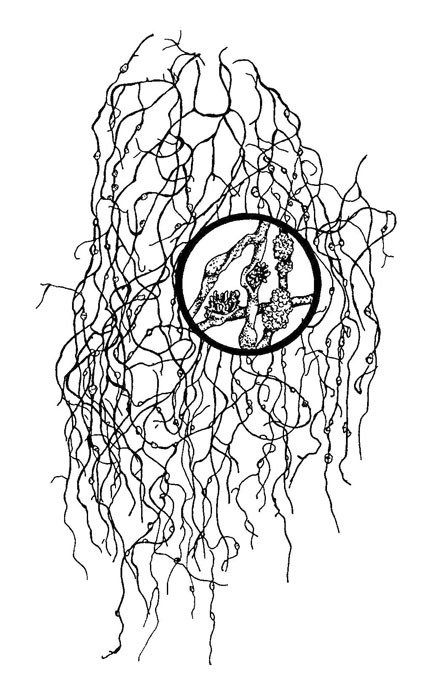

Włostka brązowa (Bryoria fuscescens (Gyeln.) Brodo & D. Hawksw.) – gatunek grzybów należący do rodziny tarczownicowatych (Parmeliaceae). Ze względu na współżycie z glonami zaliczany jest do porostów. 

## Systematyka i nazewnictwo
Pozycja w klasyfikacji według Index Fungorum: Bryoria, Parmeliaceae, Lecanorales, Lecanoromycetidae, Lecanoromycetes, Pezizomycotina, Ascomycota, Fungi.
Po raz pierwszy takson ten zdiagnozował w 1932 r. Vilmos Kőfaragó-Gyelnik, nadając mu nazwę Alectoria fuscescens. Obecną, uznaną przez Index Fungorum nazwę nadali mu w 1977 r. Irwin Murray Brodo i David Leslie Hawksworth, przenosząc go do rodzaju Bryoria. 
Wyróżniono dwie odmiany:
- Bryoria fuscescens (Gyeln.) Brodo & D. Hawksw., 1977, var. fuscescens
- Bryoria fuscescens var. positiva (Gyeln.) Brodo & D. Hawksw. 1977

Nazwa polska według W. Fałtynowicza.

## Morfologia
Plecha nitkowata, rozgałęziona, zwisająca, o długości do 20 cm. Do podłoża przyczepiona jest matową lub lekko błyszczącą, miedzianobrunatną nasadą. Rozgałęzia się silnie, widełkowato lub nieregularnie. Przy nasadzie główna gałązka ma grubość około 0,5 mm, na końcach ok. 0,1 mm. Nitki plechy mają obły lub spłaszczony przekrój, są łukowato pogięte, a w niektórych miejscach poskręcane. Powierzchnia o barwie od blado brązowej do średnio brązowej lub nieco szarawa, zwykle znacznie jaśniejsza u nasady niż na wierzchołkach. Często niektóre jej części są czarniawe. Pseudocyfelli brak. 
Na nitkach plechy występują zazwyczaj licznie soralia. Są szczelinowate, białawe i omączone, początkowo wypukłe, po odpadnięciu urwistków wklęsłe. W pełni dojrzałe są często szersze od nitek.
Reakcje barwne: kora i rdzeń K–, C–, KC–, UV–, P– lub P+ czerwony, soralia: P+ czerwono-pomarańczowy. Kwasy porostowe: kwas fumarioprotocetrariowy, kwas protocetrariowy, chloroatranorin.
Apotecja pojawiają się bardzo rzadko. Mają średnicę 3 mm i brunatne tarczki.

## Występowanie i siedlisko
Włostka brązowa występuje głównie na półkuli północnej. Jest tutaj szeroko rozprzestrzeniona w Ameryce Północnej i Eurazji, a także na niektórych wyspach. Na północy sięga po Spitsbergen (78,59 stopień szerokości geograficznej). Na półkuli południowej podano nieliczne stanowiska w Afryce i na Madagaskarze, występuje także w Australii i na wyspie Nowa Gwinea. W Polsce podano stanowiska na obszarze całego kraju. Dawniej była częsta, obecnie jest bardzo rzadka. Znajduje się na Czerwonej liście roślin i grzybów Polski. Ma status VU – gatunek narażony na wyginięcie w stanie dzikim w regionie. W Polsce była gatunkiem ściśle chronionym, od 17 października 2014 podlega ochronie częściowej. 
Rośnie na korze drzew, zarówno liściastych, jak i szpilkowych, czasami również na drewnie, rzadziej na skałach. 

## Gatunki podobne
Jest wiele podobnych gatunków włostek. Ich rozróżnienie wymaga badań mikroskopowych i reakcji barwnych.